# Heredia (tỉnh)

Bản đồ Costa Rica với vị trí của tỉnh

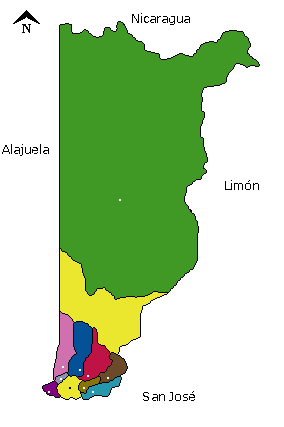
Bản đồ các tổng

Heredia là một tỉnh của Costa Rica. Tỉnh này nằm ở bắc trung bộ của quốc gia này. Về phía bắc giáp tỉnh Río San Juan của Nicaragua, về phía đông là tỉnh Limón, về phía nam là tỉnh San José, và về phía tây là Alajuela. Tỉnh lỵ là thành phố Heredia. Tỉnh có diện tích 2.657 km², và dân số là 378.681 người.

## Các đơn vị hành chính trực thuộc
Tỉnh Heredia được chia thành 10 tổng và 7 huyện.
Tổng (thủ phủ):
- Heredia (Heredia)
- Barva (Barva)
- Santo Domingo (Santo Domingo)
- Santa Bárbara (Santa Bárbara)
- San Rafael (San Rafael)
- San Isidro (San Isidro)
- Belén (San Antonio)
- Flores (San Joaquín)
- San Pablo (San Pablo)
- Sarapiquí (Puerto Viejo)

## Địa lý
Tỉnh có diện tích 2.657 km². Tỉnh này có nhiều môi trường, bao gồm rừng nguyên sinh, rừng khô nhiệt đới và rừng núi.